# 大津四号
大津四号（おおつよんごう）とは、柑橘類のひとつである「温州ミカン」の一品種である。

## 来歴
1964年（昭和39年）に神奈川県足柄下郡湯河原町の大津祐男が「十万温州」の珠心胚実生から選抜した系統で、1977年（昭和47年）に品種登録（最も早く実を付け、食味が良かった4号を登録）された。十万温州の穂を根府川分室から譲り受け高接ぎし、1964年（昭和39年）産果実より採取したもの（花粉親不明）を1965年（昭和40年）3月に播種。その実生1年生を1966年（昭和41年）4月にカラタチ台に切接ぎして苗木を育成。1977年（昭和47年）に初結実した一号から十号の中で、梶浦実、大垣智明のアドバイスにより、四号が選抜された。
普通温州としては早熟で、果実は大きく育ち扁平。「青島温州」と共に高糖度系品種の代表的なものである（湯河原では四号の他に五号・八号が植えられているが、見た目の区別はつかず総称して「大津みかん」と呼ばれている）。湯河原町の篤農家の評価だと、バラが出るが大津五号が品質的に良いとの意見である。

## 特徴
樹勢は強いが開張性である。果実は大玉系で扁平11月下旬から12月完全着色となる。隔年結果性は強い。育成者の大津によると「選定した切り口が横を向いている様ならだめ。立ち枝の上向き花ではなく、横向きの枝の花がいい。下手な摘果ならしない方がましだ。高接更新樹より、苗木から仕立てた方が成果を上げている。抵触するなら直根が出ないようにすること。また、移植もよい」とのことである。
2003年（平成15年）に愛媛県立果樹試験場（松山市）において育成された、温州ミカンの一品種「ひめのか」は、「大津四号」の珠心胚実生の中から選抜されたものである。